# Masikia relicta
Masikia relicta är en spindelart som först beskrevs av Chamberlin 1948.  Masikia relicta ingår i släktet Masikia och familjen täckvävarspindlar. Inga underarter finns listade i Catalogue of Life.